# Budineț, Storojineț
Budineț, întâlnit și sub denumirile de Budinești, Budeniț sau Budenița (în ucraineană Буденець, transliterat: Budeneț și în germană Budinetz) este un sat reședință de comună în raionul Storojineț din regiunea Cernăuți (Ucraina). Are 1,325 locuitori, preponderent români.
Satul este situat la o altitudine de 370 metri, într-o zonă împădurită, în partea de centru a raionului Storojineț.

## Istorie
Localitatea Budineț a făcut parte încă de la înființare din regiunea istorică Bucovina a Principatului Moldovei. În ianuarie 1775, ca urmare a atitudinii de neutralitate pe care a avut-o în timpul conflictului militar dintre Turcia și Rusia (1768-1774), Imperiul Habsburgic (Austria de astăzi) a primit o parte din teritoriul Moldovei, teritoriu cunoscut sub denumirea de Bucovina. După anexarea Bucovinei de către Imperiul Habsburgic în anul 1775, localitatea Budineț a făcut parte din Ducatul Bucovinei, guvernat de către austrieci, făcând parte din districtul Storojineț (în germană Storozynetz). 
Moșia Budineț a fost achiziționată în 1855 de Alexandru Petrino, singurul român bucovinean care a ajuns ministru în guvernul de la Viena.
După Unirea Bucovinei cu România la 28 noiembrie 1918, satul Budineț a făcut parte din componența României, în Plasa Flondoreni a județului Storojineț. Pe atunci, majoritatea populației era formată din români (aproape în totalitate). În perioada interbelică, ființau în sat două instituții de cultură: un cămin cultural al Fundației Culturale Regale "Principele Carol" și o filială a Societății pentru cultură și literatură română în Bucovina . 
Ca urmare a Pactului Ribbentrop-Molotov (1939), Bucovina de Nord a fost anexată de către URSS la 28 iunie 1940. Bucovina de Nord a reintrat în componența României în perioada 1941-1944, fiind reocupată de către URSS în anul 1944 și integrată în componența RSS Ucrainene. În perioada de după război, a fost deschisă în satul Budineț prima maternitate din regiunea Cernăuți.
Începând din anul 1991, satul Budineț face parte din raionul Storojineț al regiunii Cernăuți din cadrul Ucrainei independente. Conform recensământului din 1989, numărul locuitorilor care s-au declarat români plus moldoveni era de 1.045 (1.042+15), adică 94,22% din populația localității. În sat, mai locuiau 45 ucraineni, 3 ruși, 3 poloni și 3 de altă etnie . În prezent, satul are 1.325 locuitori, preponderent români.

## Demografie
Componența lingvistică a comunei Budineț
     Română (95,78%)
     Ucraineană (3,02%)
     Rusă (1,13%)
     Alte limbi (0,08%)
Conform recensământului din 2001, majoritatea populației comunei Budineț era vorbitoare de română (95,78%), existând în minoritate și vorbitori de ucraineană (3,02%) și rusă (1,13%).
1930: 1.063 (recensământ)
1989: 1.109 (recensământ)
2001: 1.325 (recensământ)

### Recensământul din 1930
Componența etnică a comunei Budineț (județul Storojineț)
     Români (95,54%)
     Germani (1,15%)
     Evrei (0,76%)
     Polonezi (2,55%)
Componența confesională a comunei Budineț
     Ortodocși (94,73%)
     Romano-catolici (3,29%)
     Mozaici (0,76%)
     Greco-catolici (1,22%)
Conform recensământului efectuat în 1930, populația comunei Budineț se ridica la 1.063 locuitori. Majoritatea locuitorilor erau români (95,54%), cu o minoritate de germani (1,15%), una de evrei (0,76%) și una de polonezi (2,55%). Din punct de vedere confesional, majoritatea locuitorilor erau ortodocși (94,73%), dar existau și romano-catolici (3,29%), mozaici (0,76%) și greco-catolici (1,22%).

## Personalități
- Grigore Bostan (n. 1940) - folclorist și scriitor ucrainean de origine română, membru de onoare din străinătate al Academiei Române (din 1991)

## Obiective turistice
- Biserica de lemn cu hramul "Sf. Arhangheli Mihail și Gavriil" - construită între anii 1799-1803; are și o clopotniță de lemn din aceeași perioadă [6]
- Biserica romano-catolică - construită în 1775 de baronul Petrino
- un centru de odihnă
- conacul boieresc - construit în 1890 de boierul Nicolae Volcinschi. Acum, în această clădire, funcționează școala.